# Tetradium austrosinense
Tetradium austrosinense là một loài thực vật có hoa trong họ Cửu lý hương. Loài này được (Hand.-Mazz.) T.G. Hartley miêu tả khoa học đầu tiên năm 1981.